# L'assalto dei granchi giganti
L'assalto dei granchi giganti  (Attack of the Crab Monsters) è un film del 1956 diretto da Roger Corman.

## Trama
Su un'isola nell'oceano Pacifico un gruppo di scienziati continua l'esperimento, abbandonato improvvisamente tempo addietro, riguardante gli effetti delle radiazioni su piante e animali a seguito dei test condotti dagli Stati Uniti nell'atollo di Bikini nell'estate del 1946. Indagando scoprono che coloro che li hanno preceduti sono tutti morti, vittime di granchi mutanti enormi.
I membri della spedizione vengono poi sistematicamente attaccati e uccisi dai granchi, che sono invulnerabili alla maggior parte delle armi a causa della mutazione nella loro struttura cellulare. Infine, scoprono che i granchi sono la causa dei terremoti e delle frane che stanno distruggendo l'isola. I membri della spedizione restanti lottano per sopravvivere sull'isola ma devono anche trovare un modo per fermare i granchi, prima che essi si riproducano e invadano gli oceani di tutto il mondo.

## Produzione
Il film è stato girato nel Bronson Canyon, vicino a Los Angeles, nei pressi di una spiaggia di Malibù, e al Marineland del Pacifico, oceanario e parco acquatico in California (per le scene sott'acqua). È una produzione a basso costo diretta dal prolifico regista di B-Movie Roger Corman. Il cast è composto anche da personale addetto alla produzione, all'insegna del low budget: lo sceneggiatore Charles B. Griffith interpreta il marinaio Tate mentre gli addetti agli effetti speciali dei mostri, Beach Dickerson e Ed Nelson, interpretano, rispettivamente, il marinaio Ron Fellows e Quinlan.

## Distribuzione
Il film fu distribuito negli Stati Uniti in modalità double feature (due film, al cinema o nei drive in, al prezzo di uno) insieme a Il vampiro del pianeta rosso (Not of This Earth).

## Promozione
La tagline è: "From the depths of the sea... a tidal wave of terror!" ("Dalle profondità del mare ... un'ondata di terrore!").